# Иваники (Вяземский район)
Иваники — деревня в Вяземском районе Смоленской области России. Входит в состав Российского сельского поселения. По состоянию на 2007 год постоянного населения не имеет. 
Расположена в восточной части области в 18 км к юго-западу от Вязьмы, в 3 км южнее автодороги М1 «Беларусь». В 1,5 км южнее деревни расположена железнодорожная станция Семлёво на линии Москва — Минск. 

## История
В годы Великой Отечественной войны деревня была оккупирована гитлеровскими войсками в октябре 1941 года, освобождена в марте 1943 года. 